# Уэбб, Джудит
Джудит Уэбб — бывший майор британской армии и сторонница равных физических стандартов для военнослужащих мужского и женского пола. Она появлялась в списке 100 женщин Би-би-си за 2013 и 2014 годы. Была первой женщиной, которая командовала полностью мужским эскадроном британской армии.
В декабре 2016 года Би-би-си включила её в свой список пяти женщин, которых нет в Википедии, но они должны там быть (вместе с Хатун Кади, Стефани Харви, Тесс Асплунд и Лорой Коритон).

## Армейская карьера
Уэбб служила в 28-м полку связи британской армии, служила в Германии и на Кипре. Она была первой женщиной, командовавшей полностью мужским подразделением. Уволилась из армии в 1986 году. В 2013 и 2014 годах Уэбб выступала против допуска женщин в боевые пехотные подразделения британской армии, поскольку утверждала, что женщины должны соответствовать тому же уровню физической подготовки, что и мужчины, несмотря на то, что они «различны физиологически». Она критически отнеслась к изменениям в стандартах найма, которые уменьшили преграды как для мужчин, так и для женщин, заявив, что это была попытка «выполнить требования гендерного равенства». Она также приводила в качестве доказательства двух женщин, не прошедших квалификацию в Корпусе морской пехоты США.

## Личная жизнь
Уэбб и её семья управляли Rossholme Girls' School, частной школой для девочек в Восточном Бренте, Сомерсет, почти 60 лет. Уэбб руководила школой с 1986 по 2005 годы, после чего закрыла, потому что школа была слишком мала для продолжения деятельности и не могла расширяться. Помещения были переоборудованы в качестве жилья для отдыха. Уэбб была включена в список 100 женщин Би-би-си за 2013 и 2014 годы и благодаря этому познакомилась с кенийкой Джойс Аруга, которая хотела открыть школу в трущобах Найроби. Уэбб предложила ей запас школьной формы, оставшейся от Россхольмской школы, и продолжила сбор средств для поддержки школы, которая называется Россхольмский образовательный центр.